# Parmotrema afrocetratum
Parmotrema afrocetratum är en lavart som beskrevs av Elix, Eb. Fischer & Killmann. Parmotrema afrocetratum ingår i släktet Parmotrema och familjen Parmeliaceae.   Inga underarter finns listade i Catalogue of Life.